# Deodatus von St. Dié

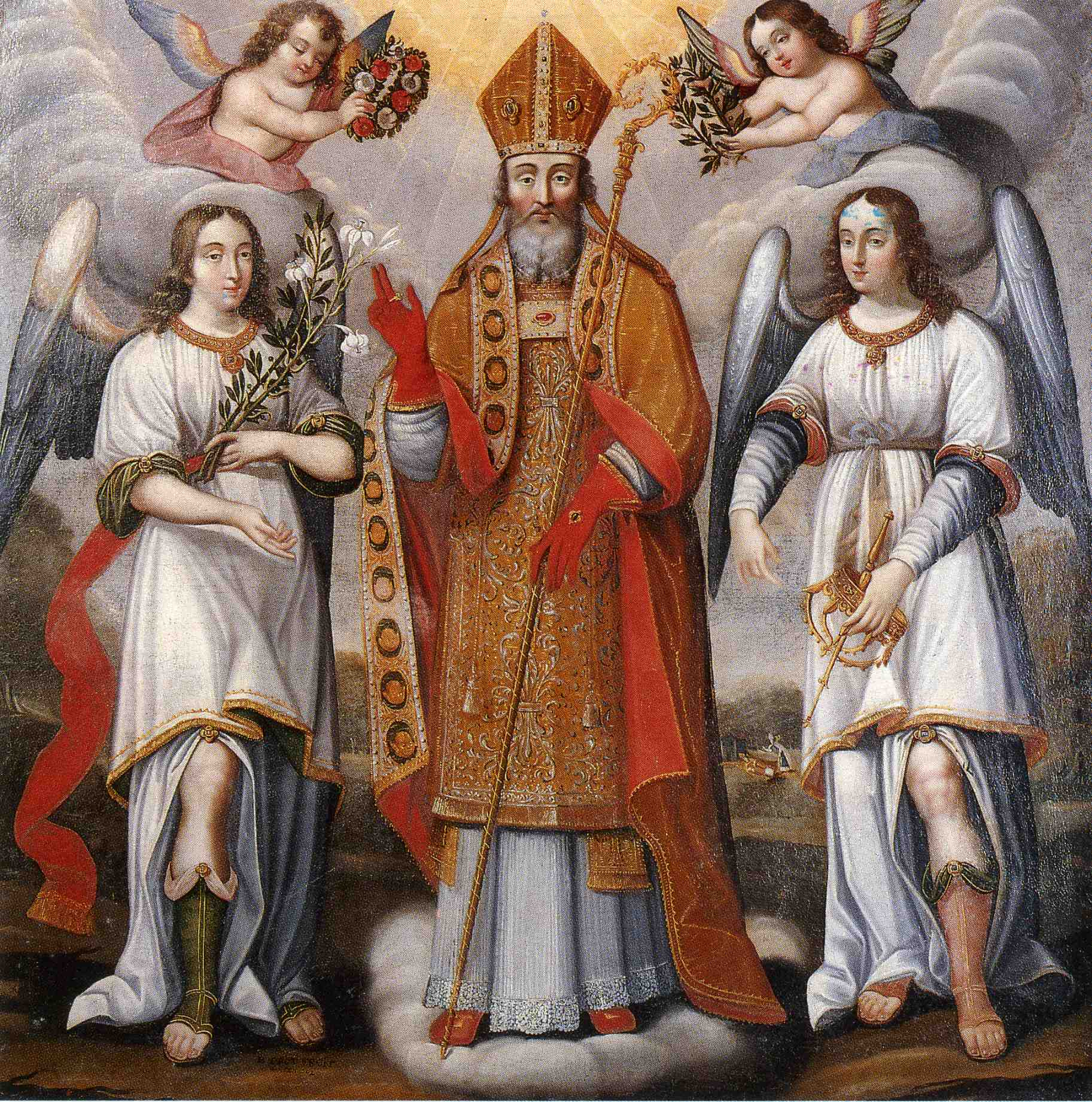
Deodatus von Saint-Dié

Deodatus von St. Dié oder Deodatus von Nevers (* um 590 in Irland (?); † nach 680 bei Hagenau im Elsass) ist ein ursprünglich vom Volk verehrter, im Jahr 1049 jedoch auch offiziell heiliggesprochener Einsiedler und Bischof aus Saint-Dié-des-Vosges bzw. Nevers. Sein Gedenktag ist der 19. Juni.

## Vita
Seine Lebensgeschichte wurde erst im 11. Jahrhundert von Humbert von Moyenmoutier verfasst. Demzufolge lebte Deodatus (französisch Dieudonné) als Einsiedler im Wald von Arbogast bei Hagenau in einem Tal der Vogesen. Er gründete das Kloster Ebersmünster bei Schlettstadt auf den Ruinen eines antiken Merkurtempels; später entstand ein weiteres Kloster (Juncturae) bei der heutigen Stadt Saint-Dié. Danach soll er zum Bischof der etwa 400 km südwestlich gelegenen Stadt Nevers ernannt worden sein; später legte er sein Amt nieder und zog sich in die Waldeinsamkeit des „Galiläa-Tals“ bei Saint-Dié zurück, wo er auch starb.

## Verehrung
Seine Reliquien wurden im Jahr 1002 erhoben. Im Dreißigjährigen Krieg (1636) von den Schweden verbrannt, blieben jedoch sein Schädel und einige andere Knochen erhalten; diese ruhen in der Kathedrale von Saint-Dié. Er wurde lange Zeit bei Pest sowie gegen Naturkräfte und böse Geister angerufen.

## Darstellung
Mittelalterliche Darstellungen des Heiligen sind nahezu unbekannt; neuzeitliche Bildnisse zeigen ihn als Bischof oder als hilfsbereiter oder meditierender Einsiedler.